# Li Jong-un
Li Jong-un (* 10. März 1936) ist ein ehemaliger nordkoreanischer Ruderer.

## Biografie
Li Jong-un startete bei den Olympischen Sommerspielen 1972 in München zusammen mit Ri Jong-hui in der Zweier-ohne-Steuermann-Regatta. Das Duo schied vorzeitig aus.